# Brandon Dominguès
Brandon Dominguès (Grenoble, 6 giugno 2000) è un calciatore francese, centrocampista del Real Oviedo.

## Caratteristiche tecniche
Trequartista naturale, può essere impiegato in varie zona avanzate a centrocampo. Abile nel tiro e nei cross, può ricoprire anche i ruoli di ala sia destra che sinistra.

## Carriera
Cresciuto nel settore giovanile del Grenoble, nel 2016 passa in quello del Troyes, debutta in prima squadra il 21 settembre 2020 in occasione dell'incontro di Ligue 2 perso 2-1 contro l'Auxerre. Nella sua prima stagione in prima squadra frutto del contributo che da con 18 presenze e 3 reti, vince il campionato, giocando la stagione seguente seppur da riserva nella massima serie francese ben figurando.
Nell'estate 2022 dopo sei stagioni passate al Troyes, firma un contratto biennale con gli ungheresi dell'Honvéd. Esordisce all'ottava giornata di campionato contro il Kecskemét, segnando alla partita successiva nella sconfitta di 4-3 contro il Debrecen il suo primo gol. L'11 febbraio segna una doppietta nella partita esterna contro il Kecskemét terminata 2-2. A stagione terminata, dopo la retrocessione in seconda serie della sua squadra, resta ancora in Ungheria firmando un contratto triennale con il Debrecen, esordendo così nelle coppe europee.

## Statistiche

### Presenze e reti nei club
Statistiche aggiornate al 13 febbraio 2023.
| Stagione        | Squadra         | Campionato      | Campionato | Campionato | Coppe nazionali | Coppe nazionali | Coppe nazionali | Coppe continentali | Coppe continentali | Coppe continentali | Altre coppe | Altre coppe | Altre coppe | Totale | Totale |
| Stagione        | Squadra         | Comp            | Pres       | Reti       | Comp            | Pres            | Reti            | Comp               | Pres               | Reti               | Comp        | Pres        | Reti        | Pres   | Reti   |
| --------------- | --------------- | --------------- | ---------- | ---------- | --------------- | --------------- | --------------- | ------------------ | ------------------ | ------------------ | ----------- | ----------- | ----------- | ------ | ------ |
| 2017-2018       | Troyes 2        | N3              | 7          | 2          |                 | -               | -               |                    | -                  | -                  |             | -           | -           | 7      | 2      |
| 2018-2019       | Troyes 2        | N3              | 19         | 6          |                 | -               | -               |                    | -                  | -                  |             | -           | -           | 19     | 6      |
| 2019-2020       | Troyes 2        | N3              | 16         | 7          |                 | -               | -               |                    | -                  | -                  |             | -           | -           | 16     | 7      |
| 2020-2021       | Troyes 2        | N3              | 3          | 2          |                 | -               | -               |                    | -                  | -                  |             | -           | -           | 3      | 2      |
| 2021-2022       | Troyes 2        | N3              | 6          | 0          |                 | -               | -               |                    | -                  | -                  |             | -           | -           | 6      | 0      |
| Totale Troyes 2 | Totale Troyes 2 | Totale Troyes 2 | 51         | 17         |                 | 0               | 0               |                    | -                  | -                  |             | -           | -           | 51     | 17     |
| 2020-2021       | Troyes          | L2              | 18         | 3          | CF              | 1               | 0               |                    | -                  | -                  |             | -           | -           | 19     | 3      |
| 2021-2022       | Troyes          | L1              | 11         | 1          | CF              | 1               | 1               |                    | -                  | -                  |             | -           | -           | 12     | 2      |
| Totale Troyes   | Totale Troyes   | Totale Troyes   | 29         | 4          |                 | 2               | 1               |                    | -                  | -                  |             | -           | -           | 31     | 5      |
| 2022-2023       | Honvéd          | NBI             | 19         | 4          | MK              | 2               | 0               | -                  | -                  | -                  | -           | -           | -           | 21     | 4      |
| 2023-2024       | Debrecen        | NBI             | 8          | 3          | MK              | 1               | 1               | UECL               | 4                  | 0                  | -           | -           | -           | 13     | 4      |
| Totale carriera | Totale carriera | Totale carriera | 107        | 28         |                 | 5               | 2               |                    | 4                  | 0                  |             | -           | -           | 116    | 30     |

## Palmarès

### Club

#### Competizioni nazionali
- Ligue 2: 1

Troyes: 2020-2021